# 217 (nombre)
Cet article concerne le nombre 217. Pour l'année, voir 217.
217 (deux cent dix-sept) est l'entier naturel qui suit 216 et qui précède 218.

## En mathématiques
Deux cent dix-sept est :
- un nombre hexagonal centré.

## Dans d'autres domaines
Deux cent dix-sept est aussi :
- Le code téléphonique pour l'État du Maine aux États-Unis.
- Années historiques : -217, 217.